# Sonata per a violí núm. 9 (Beethoven)
La Sonata per a violí i piano num. 9, en la major, op. 47, de Ludwig Van Beethoven, més coneguda com la Sonata “Kreutzer”, és famosa per les dificultats tècniques del violí, la seva inusual durada (uns 40 minuts) i l'abast emocional: el primer moviment és especialment intens, el segon una tranquil·la meditació i el tercer, simplement alegre i exuberant.

## Dedicatòria

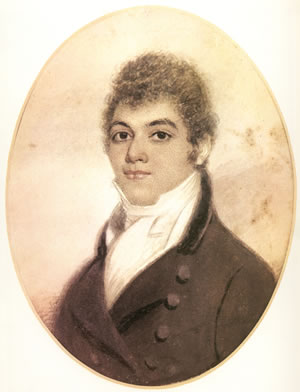
George Bridgetower, aquarel·la del 1800, d'autor desconegut.

La sonata va ser dedicada originalment al violinista George Bridgetower (1778-1860), amb el subtítol de "Sonata mulattica composta per il mulatto Brischdauer [Bridgetower], gran pazzo e compositore mulattico" (Sonata mulàtica composta per al mulat Brischdauer, gran ximple i compositor mulat). Ambdós, compositor i violinista, l'estrenaren en un concert el 24 de maig de 1803 al Teatre Augarten, un concert que va començar ben d'hora, a les 8:00 del matí. Bridgetower va llegir a vista la sonata, sense cap assaig previ. Sembla que després de l'actuació, mentre estaven bevent, Bridgetower va insultar una dona a qui Beethoven apreciava; enfurismat, eliminà la dedicatòria de la peça que canvià la de Rodolphe Kreutzer, que era considerat el millor violinista del moment. Sembla, però, que Kreutzer mai va interpretar-la, ja que no apreciava la música de Beethoven, fins al punt que anys més tard va dir a Berlioz que trobava la sonata «escandalosament incomprensible».

## Anàlisi musical
| Sonata per a violí núm. 9                                     | Sonata per a violí núm. 9 |
| ------------------------------------------------------------- | ------------------------- |
| 1r mov.                                                       |                           |
|                                                               |                           |
| Interpretació de Paul Rosenthal (violí) i Edward Auer (piano) |                           |
|                                                               |                           |
| 2n mov.                                                       |                           |
|                                                               |                           |
| P. Rosenthal i E. Auer                                        |                           |
|                                                               |                           |
| 3r mov.                                                       |                           |
|                                                               |                           |
| P. Rosenthal i E. Auer                                        |                           |
|                                                               |                           |
| 3r mov.                                                       |                           |
|                                                               |                           |
| Interpretació de John Michel (violoncel sol)                  |                           |
|                                                               |                           |

Beethoven no va donar cap designació de tonalitat. Encara que l'obra apareix en el títol amb la tonalitat de la major, el compositor i teòric musical austríac Gerhard Präsent opina que la tonailtat principal és, de fet, la menor.
La peça està composta per tres moviments i la seva interpretació sol durar uns 40 minuts:
1. Adagio sostenuto - Presto - Adagio[5] (uns 15 minuts)
2. Andante con variazioni[6] (uns 18 minuts)
3. Presto[7] (uns 10 minuts)

La sonata comença amb una lenta introducció de 18 compassos, del qual només els 4 primers compassos del violí sol, són en la Major. El piano entra i l'harmonia comença a modular cap a la menor, en un Presto amb un caràcter enfadat. Cap al final, retorna a l'ambient inicial de l'Adagio, abans de tancar el moviment en un ambient angoixant.
Difícilment podria haver-hi un contrast més gran amb el segon moviment, una melodia plàcida en fa major sobre les que desenvolupa cinc variacions.
Präsent observa connexions interessants amb la Sonata per a violí núm. 6.

## Influència
Lev Tolstoi li donà el nom de la sonata a una novel·la.